# Ами
 Тази статия е за етническата група в Тайван.  За модела автомобили вижте Ситроен Ами.  
Ами (на китайски: 阿美族) са коренно население на Тайван. Говорят на езика ами от австронезийското семейство и са едни от 16-те официално признати народности тайвански аборигени.
Историческата територия на ами включва дългата, тясна долина между Централните планини и Крайбрежните планини, както и тихоокеанското крайбрежно поле на изток от Крайбрежните планини и полуостров Хенчун.
Към 2014 г. ами наброяват 200 604 души. Това е приблизително 37% от цялото коренно население на Тайван, което ги прави най-голямата племенна група на острова. Основният им поминък е риболовът, поради разположението им на крайбрежието. По традиция са матрилинеални. Селата на ами в миналото са били относително големи като за туземно население – обикновено между 500 и 1000 души. В днешно време, ами съставляват болшинството от „градските аборигени“ и са развили много „градски племена“ из целия остров. През последните години, също така, ами се женят екзогамно за хан и други коренни народи.

## Идентичност и класификация
Народът ами по принцип се идентифицира като „панцах“, което означава „човек“ или „хора от нашите“. Въпреки това, в днешен Тайван „ами“ се използва доста по-често. Това наименования произлиза от думата „ами“, значеща „север“. Все още няма консенсус сред академичните кръгове за това как „ами“ се е наложило като име отнасящо се за панцах. Едно хипотеза е, че първоначално то е използвано от народа пуюма, тъй като панцах живеят на север от тях. Според друга хипотеза, живеещите в полето се наричали „ами“, защото техните предци били дошли от север. Генетически най-близкият им народ се оказват филипинците.
Ами се класифицират в пет групи:
- Северна група (разположена в полето Хуалиен)
- Средна група (разположена на запад от Крайбрежните планини)
- Крайбрежна група (разположена на изток от Крайбрежните планини)
- Група Фалангав (разположена в полето Тайтунг)
- Група Хенчун (разположена на полуостров Хенчун)

Тази класификация, обаче, е базирана чисто на географското разпределение. Тя не отразява разликите в културата, езика и физиката на народа.

## Интересни факти
Ами живеят в условия на матриархат - семейните дела, включително финансите, се решават от жената, която е глава на семейството по ами традиция.
Музикалният проект Енигма включва амиски песнопения в песента си Return to Innocence от албума The Cross of Changes. Песента е използвана по-късно като основна мелодия за летните олимпийски игри през 1996 г. Амиското пеене е известно със сложната си контрапунктна полифония.
Най-важната традиционна церемония е фестивалът за прибиране на реколтата. Той има за цел да покаже на боговете благодарността на хората, но включва и молене за реколтата на следващата година. Провежда се ежегодно от юли до август.